# Cyrtosia namaquensis
Cyrtosia namaquensis är en tvåvingeart som beskrevs av Hesse 1967. Cyrtosia namaquensis ingår i släktet Cyrtosia och familjen svävflugor. Inga underarter finns listade i Catalogue of Life.